# Republica Baden
Republica Baden (germană Republik Baden) a fost un land în timpul Republicii de la Weimar care ocupa același teritoriu ca ducatul Baden.

## Formare
Guvernul a proclamat la data de 2 noimbrie 1918 reformarea alegerilor, această reformă a determinat la 13 noiembrie sfârșitul ducatului Baden. Revolta din noiembrie 1918 s-a terminat cu formarea de comisariate și organe de administrație proprie a orașelor după modelul sovietic la sfârșitul primului război mondial. Guvernul provizoriu a proclamat ducatul  la 14 noimbrie „Republica Populară Liberă Baden” și a fixat la 5 ianuarie 1919 data noilor alegeri. La nouă zile după formarea Regimului provizoriu, va abdică ducele de Baden Friedrich II (22.noiembrie). După alegerile din ianuarie 1919 partidul SPD cu un procent de 91,5 % devine cel mai purernic partid din Adunarea Națională. Se hotărăște la 21 martie 1919 în unanimitate de voturi noua constituție din Baden, această constituție este singura din Republica de la Weimar care este votată în unanimitate de masele populare. Guvernul se formează dintr-o coaliție de partide, unde rolul decisiv  îl va juca până în anul 1933 Partidul de Centru, cu toate încerrcările Partidului Național Socialist de a prelua inițiativa. 

## Președinți ai Republicii Baden
- 10. noiembrie 1918-14. august 1920: Anton Geiß (1858-1944), SPD
- 14. august 1920 - 23. noiembrie 1921: Gustav Trunk (1871-1936), Zentrum
- 23. noiembrie 1921 - 23. noiembrie 1922: Hermann Hummel (1876-1952), DDP
- 23. noiembrie 1922 - 23. noiembrie 1923: Adam Remmele (1877-1951), SPD
- 23. noiembrie 1923 - 23. noiembrie 1924: Heinrich Franz Köhler (1878-1949), Zentrum
- 23. noiembrie 1924 - 23. noiembrie 1925: Willy Hellpach (1877-1955), DDP
- 23. noiembrie 1925 - 23. noiembrie 1926: Gustav Trunk (2. Amtszeit), Zentrum
- 23. noiembrie 1926 - 3. februarie 1927: Heinrich Franz Köhler (2. Amtszeit), Zentrum
- 3. februarie 1927 - 23. noiembrie 1927: Gustav Trunk (3. Amtszeit), Zentrum
- 23. noiembrie 1927 - 23. noiembrie 1928: Adam Remmele (2. Amtszeit), SPD
- 23. noiembrie 1928 - 20. noiembrie 1930: Josef Schmitt (1874-1939), Zentrum
- 20. noiembrie 1930 - 10. septembrie 1931: Franz Josef Wittemann (1866-1931), Zentrum
- 18. septembrie 1931 - 11. martie 1933: Josef Schmitt (2. Amtszeit), Zentrum

## Rezultatul alegerilor
| Anul | Partid de centru | SPD        | DDP        | CVP      | DNVP      | Badischer Landbund | DVP      | KPD      | USPD     | WVbM     | NSDAP    | WP       | CSVD      | BBP       |   |
| 1919 | 36,6% (39)       | 32,1% (36) | 22,8% (25) | 7,0% (7) | -         | -                  | -        | -        | -        | -        | -        | -        | -         | -         |   |
| 1921 | 37,9% (34)       | 22,7% (20) | 8,5% (7)   | 8,5% (7) | 8,5% (7)  | 8,3% (7)           | 6,0% (5) | 3,9% (3) | 3,0% (2) | 1,3% (1) | -        | -        | -         | -         |   |
| 1925 | 36,8% (28)       | 20,9% (16) | 8,7% (6)   | -        | 12,2% (9) | 12,2% (9)          | 9,2% (7) | 6,2% (4) | -        | 3,0% (2) | -        | -        | -         | -         |   |
| 1929 | 36,7% (34        | 20,1% (18) | 6,7% (6)   | 3,7% (3) | 3,7% (3)  | -                  | 8,0% (7) | 5,9% (5) | -        | -        | 7,0% (6) | 3,8% (3) | 3,8 % (3) | 3,0 % (3) | - |